# Nicole Grether
Pour les articles homonymes, voir Grether.
Nicole Grether (née le 17 octobre 1974 à Schopfheim) est une joueuse de badminton allemande. Elle a participé aux Jeux olympiques d’été de 2000 à Sydney et d'Athènes en 2004. 

## Carrière
Grether concourt en badminton aux Jeux olympiques d'été de 2004 en double féminin avec sa partenaire Juliane Schenk. Elles battent Michelle Edwards et Chantal Botts d'Afrique du Sud au premier tour, mais sont battues par Ann-Lou Jørgensen et Rikke Olsen du Danemark en 16e de finale. 
Depuis 2011, elle représente maintenant le Canada avec sa partenaire Charmaine Reid. Cependant, étant donné que Grether détient toujours un passeport allemand, le tandem n'est pas en mesure de concourir comme équipe canadienne dans plusieurs épreuves. Ce problème empêche la paire de se qualifier pour les Jeux olympiques d'été de 2012 .

## Résultats

### Championnats d'Europe
Double dames
| Année | Lieu                | Partenaire     | Adversaire                        | But           | Résultat |
| ----- | ------------------- | -------------- | --------------------------------- | ------------- | -------- |
| 2006  | Den Bosch, Pays-Bas | Juliane Schenk | Donna Kellogg Gail Emms           | 12-21, 10-21  | argent   |
| 2004  | Genève, Suisse      | Juliane Schenk | Ann-Lou Jorgensen Rikke Olsen     | 12-15, 10-15  | Bronze   |
| 2002  | Malmö, Suède        | Nicol Pitro    | Pernille Harder Mette Schjoldager | 1–7, 7–3, 4–7 | Bronze   |

### BWF International Challenge / Series
Simple dames
| Année | Tournoi                   | Adversaire       | But                          | Résultat  |
| ----- | ------------------------- | ---------------- | ---------------------------- | --------- |
| 2013  | Peru International        | Kristen Tsai     | 11-21, 12-21                 | Finaliste |
| 2012  | Brésil international      | Jamie Subandhi   | 21-17 ans, 21-15 ans         | Gagnant   |
| 2012  | Carebaco International    | Solangel Guzman  | 21–7, 21–12                  | Gagnant   |
| 2012  | Tahiti International      | Michelle Li      | 8-21, 13-21                  | Finaliste |
| 2011  | Mauritius International   | Charmaine Reid   | 21-10, 21-12                 | Gagnant   |
| 2011  | Peru International        | Rena Wang        | 19–21, 22–20, 9–17 retraités | Finaliste |
| 2011  | Iran Fajr International   | Dhanya Nair      | 21-12, 24-22                 | Gagnant   |
| 2010  | Internationale croate     | Kana Ito         | 11-21, 21-17, 24-22          | Gagnant   |
| 2010  | Guatemala international   | Rena Wang        | 21-12, 21-13                 | Gagnant   |
| 2010  | Brésil international      | Ana Rovita       | 23-25, 15-21                 | Finaliste |
| 2010  | Miami PanAm International | Agnese Allegrini | 16-21, 17-21                 | Finaliste |

Double dames
| Année | Tournoi                   | Partenaire     | Adversaire                                   | But                      | Résultat  |
| ----- | ------------------------- | -------------- | -------------------------------------------- | ------------------------ | --------- |
| 2014  | Peru International        | Charmaine Reid | Eva Lee Paula Lynn Obanana                   | 14–21, 15–21             | Finaliste |
| 2014  | Brazil International      | Charmaine Reid | Alex Bruce Phyllis Chan                      | 10–11, 11–10, 8–11, 5–11 | Finaliste |
| 2013  | Brazil International      | Charmaine Reid | Thalita Correa Mariana Pedrol Freitas        | 21–11, 21–11             | Gagnant   |
| 2013  | Tahiti International      | Charmaine Reid | Amanda Brown Kritteka Gregory                | 21–4, 21–11              | Gagnant   |
| 2013  | Iran Fajr International   | Charmaine Reid | Amelia Alicia Anscelly Soong Fie Cho         | 18–21, 15–21             | Finaliste |
| 2012  | Brazil International      | Charmaine Reid | Camilla Garcia Daniela Macias                | 21–6, 21–15              | Gagnant   |
| 2012  | Carebaco International    | Charmaine Reid | Virginia Chariandy Solangel Guzman           | 21–12, 21–11             | Gagnant   |
| 2012  | Peru International        | Charmaine Reid | Alex Bruce Michelle Li                       | 18–21, 18–21             | Finaliste |
| 2011  | Canadian International    | Charmaine Reid | Alex Bruce Michelle Li                       | 10–21, 21–13, 16–21      | Finaliste |
| 2011  | Bahrain International     | Charmaine Reid | Aparna Balan N. Siki Reddy                   | 21–10, 21–19             | Gagnant   |
| 2011  | Czech International       | Charmaine Reid | Valeri Sorokina Nina Vislova                 | 10–21, 16–21             | Finaliste |
| 2011  | Mauritius International   | Charmaine Reid | Michelle Claire Edwards Annari Viljoen       | 21–10, 21–7              | Gagnant   |
| 2011  | Spanish Open              | Charmaine Reid | Lotte Jonathans Paulien van Dooremalen       | 21–12, 18–21, 14–21      | Finaliste |
| 2011  | Iran Fajr International   | Charmaine Reid | Achini Nimeshika Ratnasari Upuli Weerasinghe | 17–21, 20–22             | Finaliste |
| 2010  | Croatian International    | Charmaine Reid | Staša Poznanović Mateja Čiča                 | 21–11, 16–21, 21–10      | Gagnant   |
| 2010  | Canadian International    | Charmaine Reid | Ruilin Huang Lim Yee Theng                   | Abandon                  | Gagnant   |
| 2010  | Peru International        | Charmaine Reid | Christina Aicardi Claudia Rivero             | 21–15, 21–10             | Gagnant   |
| 2010  | Tahiti International      | Charmaine Reid | Leanne Choo Kate Wilson-Smith                | 12–21, 21–19, 12–21      | Finaliste |
| 2010  | Guatemala International   | Charmaine Reid | Christina Aicardi Claudia Rivero             | 21–4, 21–8               | Gagnant   |
| 2010  | Santo Domingo Open        | Charmaine Reid | Valerie Jacques Florence Lavoie              | 21–12, 21–13             | Gagnant   |
| 2010  | Puerto Rico International | Charmaine Reid | Christina Aicardi Claudia Rivero             | 21–12, 21–9              | Gagnant   |
| 2010  | Miami PanAm International | Charmaine Reid | Cynthia Gonzalez Victoria Montero            | 21–11, 21–12             | Gagnant   |
| 2010  | Bahrain International     | Charmaine Reid | Dhanya Nair Mohita Sahdev                    | 23–21, 21–11             | Gagnant   |
| 2009  | Bulgarian International   | Charmaine Reid | Petya Nedelcheva Anastasia Russkikh          | 11–21, 18–21             | Finaliste |
| 2008  | Bahrain International     | Charmaine Reid | Aparna Balan Sampada Sahastrabuddhe          | 21–16, 21–13             | Gagnant   |
| 2007  | Turkey International      | Juliane Schenk | Diana Dimova Petya Nedelcheva                | Abandon                  | Gagnant   |
| 2007  | Spanish Open              | Juliane Schenk | Natalie Munt Joanne Nicholas                 | 21–11, 20–22, 25–23      | Gagnant   |

 Tournoi BWF International Challenge
 Tournoi BWF International Series
 Tournoi BWF Future Series